# Романсгорн
Романсгорн (нім. Romanshorn) — місто  в Швейцарії в кантоні Тургау, округ Арбон.

## Географія
Місто розташоване на березі Боденського озера на відстані близько 165 км на північний схід від Берна, 37 км на схід від Фрауенфельда.
Романсгорн має площу 8,7 км², з яких на 36,1% дозволяється будівництво (житлове та будівництво доріг), 39% використовуються в сільськогосподарських цілях, 23,2% зайнято лісами, 1,6% не є продуктивними (річки, льодовики або гори).

## Історія
Назва міста вперше згадується в документі 779 року як Руманісгорн.

## Демографія
2019 року в місті мешкало 11 269 осіб (+15,3% порівняно з 2010 роком), іноземців було 31,7%. Густота населення становила 1291 осіб/км².
За віковим діапазоном населення розподілялося таким чином: 18,8% — особи молодші 20 років, 60,7% — особи у віці 20—64 років, 20,6% — особи у віці 65 років та старші. Було 5049 помешкань (у середньому 2,2 особи в помешканні).
Із загальної кількості 5761 працюючого 57 було зайнятих в первинному секторі, 1952 — в обробній промисловості, 3752 — в галузі послуг.